# Podabrus asperipunctatus
Podabrus asperipunctatus es una especie de coleóptero de la familia Cantharidae.

## Distribución geográfica
Habita en Corea del sur.